# Gafarró d'Abissínia
El gafarró d'Abissínia (Crithagra citrinelloides) és una espècie d'ocell de la família dels fringíl·lids (Fringillidae).

## Descripció
- Fa 12 – 13 cm de llargària.
- Mascle verd per sobre amb plomes negres. Celles de color groc amb una màscara negrosa que l'ocupa la barbeta i l'espai entre el bec i els ulls. Parts inferiors grogues amb ratlles fosques.
- Femella de color gris-verd a la cara. Pit i flancs de color groc amb ratlles grises.

## Hàbitat i distribució
Boscos, clars i praderies de les muntanyes d'Eritrea, Etiòpia i sud-oest de Kenya.

## Subespècies
- C. c. citrinelloides (Rüppell, 1840). Eritrea i Etiòpia.
- C. c. kikuyensis (Neumann, 1905). Sud-oest de Kenya.